# Bernadotte-Musei Vänner
Bernadotte-Musei Vänner är en svensk vänförening till Bernadotte museet i Pau, Frankrike, det vill säga kung Karl XIV Johans födelseplats. Föreningen bildades 1959 av kung Gustav VI Adolf och kungliga handsekreteraren friherre Carl-Fredrik Palmstierna.
Föreningens ordförande 2024 är kammarherren friherre Wilhelm Stiernstedt.

## Beskyddare och hedersledamöter

### Föreningens höga beskyddare
- Konung Carl XVI Gustaf[2]
- Drottning Silvia

### Första hedersledamot
- Kronprinsessan Victoria

### Hedersledamöter
- Riksmarskalken Fredrik Wersäll
- Förre riksmarskalken Svante Lindqvist
- Förre riksmarskalken, ordenskansler Ingemar Eliasson
- Frankrikes ambassadör i Stockholm
- Norges ambassadör i Stockholm
- Sveriges ambassadör i Paris